# ISO基本ラテンアルファベット
ISO基本ラテンアルファベット（アイエスオーきほんラテンアルファベット、ISO basic Latin alphabet）は、ラテン文字（ラテンアルファベット）の一種で、大文字・小文字それぞれ26文字を含む。国際標準化機構 (ISO) によって国際規格として定められたもので、広く国際通信に用いられている。
ISO基本ラテンアルファベットに含まれる2組の26文字は以下のものである。
| 大文字ラテンアルファベット (Uppercase Latin alphabet) |   |   |   |   |   |   |   |   |   |   |   |   |   |   |   |   |   |   |   |   |   |   |   |   |   |
| A                                                     | B | C | D | E | F | G | H | I | J | K | L | M | N | O | P | Q | R | S | T | U | V | W | X | Y | Z |
| 小文字ラテンアルファベット (Lowercase Latin alphabet) |   |   |   |   |   |   |   |   |   |   |   |   |   |   |   |   |   |   |   |   |   |   |   |   |   |
| a                                                     | b | c | d | e | f | g | h | i | j | k | l | m | n | o | p | q | r | s | t | u | v | w | x | y | z |

## 歴史
1960年代までに、第一世界におけるコンピュータおよび電気通信の分野で、文字をコード化するための専有されていない方法が必要であることが明らかになってきた。国際標準化機構 (ISO) は、ラテン文字のための7ビットの文字コードをISO 646として制定した。広く受け入れられるようにするために、この規格は、既に使用実績のある文字コードをベースとした。それは米国規格協会（ASA、後のANSI）が制定したAmerican Standard Code for Information Interchange（略称・ASCII）であった。ASCIIは英語アルファベットの26文字×2を含んでいた。ISOによって後に制定された規格、例えばISO/IEC 8859（8ビット文字コード）やISO/IEC 10646 （Unicodeと互換の文字コード）もまた、英語アルファベットの26文字×2を基本的なラテン文字と定義し、それに英語以外の言語で用いられる文字を拡張として加える形を取った。

## 用語

### 文字を含むUnicodeブロックの名称
Unicodeで基本ラテンアルファベットを含むブロック (U+0000-007F) は"C0 Controls and Basic Latin"（C0制御文字及び基本ラテン文字）と呼ばれる。

### 2つのサブセットの名称
Unicode 7.0では、基本ラテン文字は以下の2つのサブセットを持つ 。
- "Uppercase Latin alphabet"（大文字ラテンアルファベット）- 文字名称に "LATIN CAPITAL LETTER" の文字列を含む文字の集合
- "Lowercase Latin alphabet"（小文字ラテンアルファベット）- 文字名称に "LATIN SMALL LETTER" の文字列を含む文字の集合

### 文字の名称
UnicodeでFF00からFFEFまでには全角の基本ラテンアルファベットが含まれる。
- FF21 Ａ FULLWIDTH LATIN CAPITAL LETTER A
- FF41 ａ FULLWIDTH LATIN SMALL LETTER A

## 文字のコード化の年表
- 1865年: パリで開催された国際電信会議で国際モールス符号が制定される。この規格は後に国際電気通信連合 (ITU) により採用される。
- 1950年代: 国際民間航空機関 (ICAO) により無線電話通話表が制定される。
- 1963年: 米国規格協会（ASA、後のANSI）によりASCII（7ビット文字コード）が制定される。
- 1963-1964年: IBMによりEBCDICが開発される。ASCIIと同じ文字をコード化したものだが、コードの値は異なる。
- 1972年: 国際標準化機構 (ISO) がISO 646を制定。ASCIIと同じコード値を採用した。1983年に第2版 (ISO 646:1983) が出され、1991年に国際電気標準会議 (IEC) と共同の規格として ISO/IEC 646:1991 となった。
- 1983年: 国際電気通信連合のITU-TがITU-T勧告 T.51 を制定。ASCIIのマルチバイト拡張。同年、ISOにより国際規格ISO 6937となる。
- 1987年: ISO 8859-1:1987 制定（ラテンアルファベットの8ビット文字コード）
- 1980年代中頃-後半: Microsoft Windowsで使用されるWindows-1250（英語版）とWindows-1252が制定される。（おおまかにはISO/IEC 8859-1に似ている）
- 1990年: ユニコードコンソーシアムによりUnicode 1.0が開発される[5][6]。ASCIIやISO/IEC 646と同じコード値を使用した「C0 制御文字と基本ラテン文字」ブロックを含む。
- 1993年: Unicode 1.1互換のISO/IEC標準 ISO/IEC 10646-1:1993 が制定される。

## 表現

16セグメントディスプレイに表示されるアラビア数字とISO基本ラテンアルファベット

基本ラテンアルファベットは、ASCIIでは印刷可能な文字 (printable characters) に、version 1.0以降のUnicodeでは「C0制御文字及び基本ラテン文字」ブロックに属している。どちらにおいても、また、ISO/IEC 646, ISO/IEC 8859, ISO/IEC 10646においても、十六進数で大文字は41から5A、小文字は61から7Aに位置している。

## 使用例
国際音声記号 (IPA) では全ての小文字を使用している。X-SAMPAとSAMPAでは、IPAと同じ文字はIPAと同じ音声を表す。キルシェンバウムでは、"r"以外は同様である。